# Kike Salas
Kike Salas (Sevilla, 2002. április 23. –) spanyol labdarúgó, a Tenerife hátvédje kölcsönben a Sevilla csapatától.

## Pályafutása
Salas a spanyolországi Sevilla városában született. Az ifjúsági pályafutását a helyi Sevilla akadémiájánál kezdte.
2021-ben mutatkozott be a Sevilla tartalék, majd 2022-ben az első osztályban szereplő felnőtt keretében. Először a 2022. szeptember 10-ei, Espanyol ellen 3–2-re megnyert mérkőzésen lépett pályára. Első gólját 2022. december 30-án, a Celta Vigo ellen idegenben 1–1-es döntetlennel zárult találkozón szerezte meg. A 2022–23-as szezon második felében a Tenerife csapatát erősítette kölcsönben.

## Statisztikák
2022. december 30. szerint
| Klub     | Szezon   | Osztály  | Bajnokság | Bajnokság | Kupa és Ligakupa | Kupa és Ligakupa | Nemzetközi | Nemzetközi | Összesen | Összesen |
| Klub     | Szezon   | Osztály  | Meccs     | Gól       | Meccs            | Gól              | Meccs      | Gól        | Meccs    | Gól      |
| -------- | -------- | -------- | --------- | --------- | ---------------- | ---------------- | ---------- | ---------- | -------- | -------- |
| Sevilla  | 2022–23  | La Liga  | 6         | 1         | 2                | 0                | 2          | 0          | 10       | 1        |
| Összesen | Összesen | Összesen | 6         | 1         | 2                | 0                | 2          | 0          | 10       | 1        |